# Tagikistan ai Giochi della XXXI Olimpiade
Il Tagikistan ha partecipato ai Giochi della XXXI Olimpiade, che si sono svolti a Rio de Janeiro, Brasile, dal 5 al 21 agosto 2016, con una delegazione di sette atleti impegnati in quattro discipline. Portabandiera alla cerimonia di apertura è stato Dilshod Nazarov, alla sua quarta Olimpiade. Lo stesso Nazarov, vincendo la gara di lancio del martello, conquistò la prima medaglia d'oro nelle sei partecipazioni del Tagikistan ai Giochi estivi.

## Medagliere
| Medaglia | Atleta          | Sport            | Evento              |
| -------- | --------------- | ---------------- | ------------------- |
| Oro      | Dilshod Nazarov | Atletica leggera | Lancio del martello |